# San Juan (parroquia de Gualaceo)
San Juan es una parroquia rural del cantón Gualaceo, provincia de Azuay, Ecuador. La parroquia se encuentra a 15 km de la cabecera cantonal, a una altitud de 2.566 m s. n. m. y  es una de las más antiguas de la provincia.

## Historia
Los paiguaras fueron un pueblo cañari organizado en cacicazgos, que habitó el actual territorio de la parroquia antes de la llegada de los españoles. Los paiguaras subsistía con la caza, pesca y agricultura. Luego de la conquista, el 24 de junio de 1574 fue fundado un asentamiento por Pedro Bravo. San Juan se convirtió en un importante anejo de Gualaceo en tiempos virreinales, fue elevado a parroquia eclesiástica el 9 de agosto de 1836.

## Geografía
Los límites de la parroquia son:
- Norte con: la ciudad y parroquia Gualaceo.
- Sur con: San Bartolomé (Sígsig).[5]
- Este con: Chordeleg y Simón Bolívar (Gualaceo).
- Oeste con: Jadán y Zhidmad (Gualaceo).